# 니노 로타

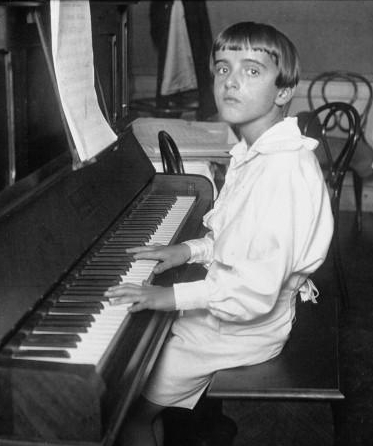
니노 로타 (1923년)

니노 로타(Nino Rota, 1911년 12월 3일 ~ 1979년 4월 10일)는 이탈리아의 작곡가로, 클래식 음악과 영화 음악에서 활약했다.

## 작품 목록

### 교향곡
- 교향곡 1번 사장조 (1935–1939)
- 교향곡 2번 바장조 (1937–39)
- 교향곡 3번 다장조 (1956–1957)
- 어떤 사랑노래의 교향곡 (1947)

### 관현악 작품
- 성 존 바티스타의 어린 시절 (오라토리오) (1922)
- 소관현악을 위한 무곡 (1932–1934)
- 실내 관현악을 위한 소나타 칸초나 (1935)
- 바흐 이름에 의한 12음조의 변주곡과 푸가 (1950)
- 축전협주곡 바장조 (1958–61)
- 현을 위한 협주곡 라장조 (1964–65)
- 순간곡 (1970)
- 돈 조반니에서 12음 이상의 환상곡 (1960)
- 현악합주와 오르간, 현악4중주를 위한 푸가 (1923)
- 부사산을 보면서 (광도(廣島)에 대한 생각) (1976)
- 바리 박람회 (1963, 28-4)
- 도로 (1966)
- 상상의 몰리에르 (발레) (1976–78)
- 합창명상곡 (1954)
- 라블라이시아나 (1977)
- 실내 관현악을 위한 소나타 (1931–1932)
- 유쾌한 주제에 의한 변주곡 (1953)

### 협주곡
- 첼로 협주곡 0번 바단조 (1925)
- 첼로 협주곡 1번 다단조 (1972)
- 첼로 협주곡 2번 라장조 1973)
- 피아노 협주곡 다장조 (1960)
- 피아노 협주곡 마단조 (1973, 1978)
- 야회협주곡 (1962)
- 하프 협주곡 라장조 (1947)
- 협주적 디베르티멘토 라장조 (더블베이스) (1968–73)
- 트롬본 협주곡 다장조 (1966)
- 바순 협주곡 라장조 1974–77)
- 호른과 관현악을 위한 발라드 '카스텔 델 몬테' (1974)

### 영화음악
| 연도 | 제목             | 원제                    |
| ---- | ---------------- | ----------------------- |
| 1954 | 길               | La Strada               |
| 1954 | 애증             | Senso                   |
| 1957 | 카비리아의 밤    | Le notti di Cabiria     |
| 1957 | 백야             | Le notti bianche        |
| 1960 | 달콤한 인생      | La Dolce Vita           |
| 1960 | 태양은 가득히    | Plein soleil            |
| 1960 | 로코와 그 형제들 | Rocco e i suoi fratelli |
| 1963 | 표범             | Il Gattopardo           |
| 1968 | 로미오와 줄리엣  | Romeo and Juliet        |
| 1972 | 대부             | The Godfather           |
| 1973 | 나는 기억한다    | Amarcord                |
| 1974 | 대부 2           | The Godfather Part II   |